# Des (série télévisée)
 (mars 2021).
La mise en forme du texte ne suit pas les recommandations de Wikipédia : il faut le « wikifier ».
Les points d'amélioration suivants sont les cas les plus fréquents :
- Les titres sont pré-formatés par le logiciel. Ils ne sont ni en capitales, ni en gras.
- Le texte ne doit pas être écrit en capitales (les noms de famille non plus), ni en gras, ni en italique, ni en « petit »…
- Le gras n'est utilisé que pour surligner le titre de l'article dans l'introduction, une seule fois.
- L'italique est rarement utilisé : mots en langue étrangère, titres d'œuvres, noms de bateaux, etc.
- Les citations ne sont pas en italique mais en corps de texte normal. Elles sont entourées par des guillemets français : « et ».
- Les listes à puces sont à éviter, des paragraphes rédigés étant largement préférés. Les tableaux sont à réserver à la présentation de données structurées (résultats, etc.).
- Les appels de note de bas de page (petits chiffres en exposant, introduits par l'outil «  Source ») sont à placer entre la fin de phrase et le point final[comme ça].
- Les liens internes (vers d'autres articles de Wikipédia) sont à choisir avec parcimonie. Créez des liens vers des articles approfondissant le sujet. Les termes génériques sans rapport avec le sujet sont à éviter, ainsi que les répétitions de liens vers un même terme.
- Les liens externes sont à placer uniquement dans une section « Liens externes », à la fin de l'article. Ces liens sont à choisir avec parcimonie suivant les règles définies. Si un lien sert de source à l'article, son insertion dans le texte est à faire par les notes de bas de page.
- La présentation des références doit suivre les conventions bibliographiques. Il est recommandé d'utiliser les modèles {{Ouvrage}}, {{Chapitre}}, {{Article}}, {{Lien web}} et/ou {{Bibliographie}}. Le mode d'édition visuel peut mettre en forme automatiquement les références.
- Insérer une infobox (cadre d'informations à droite) n'est pas obligatoire pour parachever la mise en page.

Pour une aide détaillée, merci de consulter Aide:Wikification.
Si vous pensez que ces points ont été résolus, vous pouvez retirer ce bandeau et améliorer la mise en forme d'un autre article.
 (septembre 2020).
Pour les articles homonymes, voir Des.
Des est une mini-série de fiction télévisée britannique en trois parties, basée sur l'arrestation en 1983 du tueur en série écossais Dennis Nilsen, après la découverte de restes humains provoquant le blocage d'un égout près de sa maison.
La première de la série a eu lieu le 14 septembre 2020 sur le réseau britannique ITV. La série reste à ce jour inédite dans les pays francophones.

## Synopsis
Retour sur le parcours de Dennis Nilsen (alias "DES"), tueur en série nécrophile britannique, de son arrestation à son procès en 1983.

## Distribution
- David Tennant (VFB: Philippe Allard) : Dennis Nilsen, tueur en série
- Daniel Mays : inspecteur en chef détective, Peter Jay
- Jason Watkins : le biographe Brian Masters

## Production
Le production de la série commence en novembre 2019, avec David Tennant dans le rôle de Dennis Nilsen. 
Le drame est le dixième d'une séquence de mini-séries d'ITV mettant en vedette des cas de meurtres britanniques notoires des deux derniers siècles, faisant suite à This Is Personal: The Hunt for the Yorkshire Ripper (2000), Shipman (2002), A Is for Acid (2002), The Brides in the Bath (2003), See No Evil: The Moors Murders (2006), Appropriate Adult (2011), Dark Angel (2016), In Plain Sight (2016) et The Pembrokeshire Murders (2020).